# Mnesipenthe tostaria
Mnesipenthe tostaria är en fjärilsart som beskrevs av Herrich-Schäffer 1855. Mnesipenthe tostaria ingår i släktet Mnesipenthe och familjen mätare. Inga underarter finns listade i Catalogue of Life.